# 연방구 (브라질)
브라질 연방구(브라질 포르투갈어: Distrito Federal)는 브라질수도 브라질리아의 독립적 관할을 위해 설치되었으며 고이아스주, 미나스제라이스주와 이웃하고 있다.

## 정치
1988년 제정된 헌법에 의해 연방구의 입법기관은 입법회의이며, 연방구의 수장은 주지사이다. 1988년 이후 연방관구는 원칙적으로 자치성을 인정받으나, 대통령 직할령인 브라질리아의 존재로 인해 주지사에 의한 자치단체 분할을 금지하고 있다. 따라서 연방구에는 자치단체가 존재하지 않는다.

## 주요 도시
- 브라질리아

## 인구
| 연도    | 인구      | ±%      |
| ------- | --------- | ------- |
| 1960    | 141,742   | —       |
| 1970    | 546,015   | +285.2% |
| 1980    | 1,203,333 | +120.4% |
| 1991    | 1,598,415 | +32.8%  |
| 2000    | 2,051,146 | +28.3%  |
| 2010    | 2,570,160 | +25.3%  |
| 2022    | 2,817,381 | +9.6%   |
| Source: |           |         |